# 豌豆湖
豌豆湖是一个位于中国青海省格尔木市的湖泊，地处乌兰乌拉山南麓，乌兰乌拉湖东南约18公里处。湖面海拔4860米，长8.9公里，最大宽3.3公里，平均宽2.01公里，面积17.9平方公里。湖水主要依赖2条时令河补给，给水面积320平方公里。滨湖发育沙梁沙堤，地势开阔平坦。
2012年11月，北京市地质研究所的两名地质工作者和一名青海当地的藏族司机在该湖遇难。